# Versions Jane
Albums de Jane Birkin
Je suis venue te dire que je m'en vais…
(1992) À la légère
(1998)
Versions Jane est un album de reprises de chansons de Serge Gainsbourg par Jane Birkin, sorti en 1996.
Chaque chanson bénéficie de nouveaux arrangements par différents collaborateurs.
L'album est certifié disque d'or par le SNEP et se vendra à plus de 180 000 exemplaires en France.

## Liste des titres
| No  | Titre                                                     | Arrangement                     | Durée |
| --- | --------------------------------------------------------- | ------------------------------- | ----- |
| 1.  | Ces petits riens                                          | Jean-Claude Vannier             |       |
| 2.  | La Gadoue                                                 | Les Négresses Vertes            |       |
| 3.  | Dépression au-dessus du jardin (harpe : Catherine Michel) |                                 |       |
| 4.  | Ce mortel ennui                                           | Joachim Kühn                    |       |
| 5.  | Sorry Angel                                               | Sonny Landreth                  |       |
| 6.  | Elisa                                                     | Daran et les chaises            |       |
| 7.  | Exercice en forme de Z                                    | Philippe Deletrez               |       |
| 8.  | L'anamour                                                 | Bruno Maman et Patrick Goraguer |       |
| 9.  | Elaeudanla Téïtéïa                                        | Eddy Louiss                     |       |
| 10. | Aux enfants de la chance                                  | Philippe Deletrez               |       |
| 11. | Le mal intérieur                                          | Pierre Adenot                   |       |
| 12. | Ford Mustang                                              | Boom Bass pour la Funk Mob      |       |
| 13. | Couleur café                                              | Doudou Ndiaye Rose              |       |
| 14. | Comment te dire adieu                                     | Goran Bregovic                  |       |
| 15. | Physique et sans issue                                    | Jeff Cohen                      |       |

## Classements des ventes
| Pays              | Meilleure position |
| ----------------- | ------------------ |
| France            | 36                 |
| Belgique Wallonie | 12                 |